# 송명옥
송명옥(宋明玉)은 대한민국의 전 탁구 선수이다. 1957년 필리핀 마닐라 아시아 선수권대회에서 단체 은메달을 획득하였다.